# 碓井將大
碓井將大（1991年12月3日—）是著名日本的男藝人、演員，出生於東京都江戶川區，後來成為Watanabe Entertainment及D-BOYS旗下男藝人。身高178cm，血型B型。他於江戶川區立清新第一中學校畢業。另外，他曾在拍攝特攝作品《炎神戰隊轟音者》，飾演轟音綠（城範人）。

## 參與作品

### 電視劇
- チョコミミ（2007年，東京電視台） - 飾演 三上功明（ミカちん）
- 炎神戰隊轟音者（2008年2月17日 - 2009年2月8日，朝日電視台） - 飾演 轟音綠 / 城範人
- sugarless無糖（2012年10月3日 - 2012年12月19日） - 飾演 桐生陽一郎/キリオ

### 電影
- 炎神戰隊轟音者 BUNBUN!BANBAN!劇場BANG!!（2008年8月，東映） - 飾演 轟音綠 / 城範人
- GOTH（2008年）
- 炎神戰隊轟音者 VS 激氣連者（2009年1月，東映） - 飾演 轟音綠 / 城範人
- ひとりかくれんぼ 劇場版（2009年，Jolly Roger）
- 侍戰隊真劍者VS轟音者 銀幕BANG!!（2010年1月，東映） - 飾演 轟音綠 / 城範人

### 手機配信戲劇
- GIFT〜今夜、幸せの時間お届けします。〜（2010年2月 - 4月、BeeTV） - 飾演 巽ヒカル

### DVD
- 『炎神戰隊轟音者 BONBON!BONBON!網上BONG!!』（2008年） - 飾演 轟音綠 / 城範人
- 「炎神戰隊轟音者特別DVD 研討會!全員GO-ON!」（2008年） - 飾演 轟音綠 / 城範人
- 炎神戰隊轟音者VS激氣連者（2009年3月21日，東映VIDEO） - 飾演 轟音綠 / 城範人

### 舞台劇
- D-BOYS STAGE
  - vol.2「ラストゲーム〜最後の早慶戦〜」（2008年6月）
  - vol.3「鴉〜KARASU〜 10」（2009年10月）
  - 2010 trial-2「ラストゲーム」（2010年8月-9月）
  - 2018 舞台「刀剣乱舞 悲伝 結いの目の不如帰」（2018年6月-7月）

### 廣告
- 環球唱片「戀之歌2」（2009年6月）

## 外部連結
- 碓井将大オフィシャルブログ「Dont put off till tomorrow rhat you can do today」  （页面存档备份，存于） (2013.06.03～)
- （日語） 碓井將大 Information （页面存档备份，存于）
- （日語） 碓井將大官方日誌 （页面存档备份，存于）

| 前任： 平田裕香 （獸拳戰隊激氣連者） | 日本超級戰隊系列綠色戰士演員 炎神戰隊轟音者 2008年2月17日-2009年2月8日 | 繼任： 鈴木勝吾 （侍戰隊真劍者） |